# Gurjara-Pratihara
La dinastía Gurjara-Pratihara o de los gurjaras-pratiharas, también conocida como Imperio pratihara, fue una potencia imperial durante el período Clásico tardío en el subcontinente indio que dominó gran parte del norte de la actual India desde mediados del siglo VIII hasta el XI. Gobernaron primero desde su capital en Ujjain y luego en Kannauj.
Los gurjaras-pratiharas jugaron un papel decisivo en la contención de los ejércitos árabes que se movían al este del río Indo. Nagabhata I  derrotó al ejército árabe al mando de Junaid y Tamin durante las campañas omeyas en India. Bajo Nagabhata II, los gurjaras-pratiharas se convirtieron en la dinastía más poderosa del norte de la India. Fue sucedido por su hijo Ramabhadra, quien gobernó brevemente antes de ser sucedido por su hijo, Mihira Bhoja. Bajo Bhoja y su sucesor Mahendrapala I, el Imperio pratihara alcanzó su punto máximo de prosperidad y poder. En la época de Mahendrapala, la extensión de su territorio rivalizaba con la del Imperio Gupta que se extendía desde la frontera de Sindh, en el oeste, hasta Bengala, en el este, y desde los Himalayas en el norte hasta las zonas más allá del río Narmada, en el sur.. La expansión desencadenó una lucha de poder tripartita con los imperios Rashtrakuta y Pala por el control del subcontinente indio. Durante ese período, el emperador pratihara  tomó el título de Maharajadhiraja de Āryāvarta ('Gran rey de reyes de India').
Los gurjaras-pratiharas han dejado muestras de su arte y son conocidos por sus esculturas, paneles tallados y templos de pabellones abiertos. El mayor desarrollo de su estilo de construcción de templos fue en Khajuraho, ahora Patrimonio de la Humanidad por la UNESCO.
El poder de los pratiharas fue debilitado por las luchas dinásticas. Disminuyó aún más como resultado de una gran raid liderado por el gobernante rashtrakuta, Indra III , quien, aproximadamente en 916, saqueó Kannauj. Bajo una sucesión de gobernantes bastante oscuros, los pratiharas nunca recuperaron su antigua influencia. Sus feudatorios se hicieron cada vez más poderosos, renegando uno a uno de su lealtad hasta que, a fines del siglo X, los pratiharas controlaban poco más que el doab gangeático. Su último rey importante, Rajyapala, fue expulsado de Kannauj por Mahmud de Ghazni en 1018.

## Etimología y origen

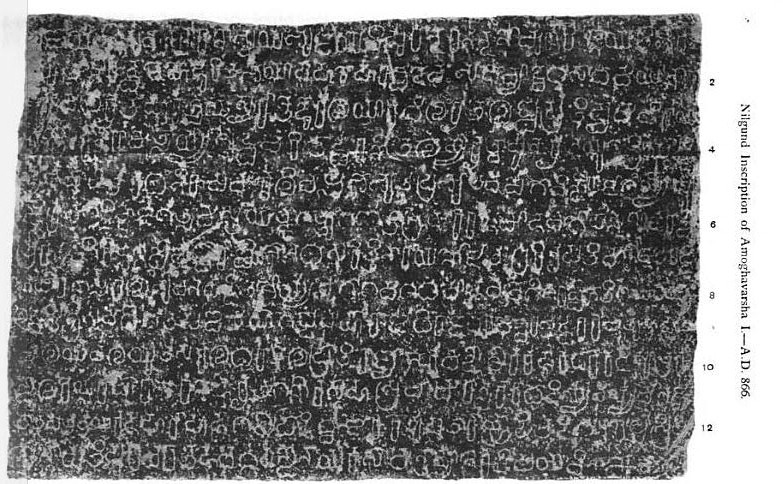
La inscripción Nilgund (866) de Amoghavarsha menciona que su padre Govinda III subyugó a los gurjaras de Chitrakuta.

El origen de la dinastía y el significado del término «Gurjara» en su nombre es un tema de debate entre los historiadores. Los gobernantes de esta dinastía usaron la autodesignación «Pratihara» para su clan, y nunca se refirieron a sí mismos como Gurjaras.  Los pratiharas imperiales podrían haber enfatizado su identidad Kshatriya, en lugar de Gurjara, por razones políticas. Sin embargo, a nivel local, los pratiharas  no dudaron en proyectar su identidad tribal (gurjara). Se reclamaban descendientes del héroe legendario Lakshmana, quien se dice que actuó como un  pratihara  ('portero') para su hermano Rama. K. A. Nilakanta Sastri hipotetizó que los antepasados de los pratiharas habrían servido a los rashtrakutas, y el término «pratihara» derivaría del título de su cargo en la corte de los rashtrakutas.
Muchas inscripciones de las dinastías vecinas describen a los pratiharas como «Gurjara».  El término «Gurjara-Pratihara» aparece solo en la inscripción de Rajor de un gobernante feudatario llamado Mathanadeva, quien se describe a sí mismo como un «Gurjara-Pratihara». Otro rey pratihara llamado Hariraja también se menciona como un «gurjara feroz» (garjjad gurjjara meghacanda) en la inscripción de Kadwaha.  Según una escuela de pensamiento, Gurjara era el nombre del territorio (ver Gurjara-desha) originalmente gobernado por los pratiharas; poco a poco, el término llegó a denotar a las personas de ese territorio. Una teoría opuesta es que gurjara era el nombre de la tribu a la que pertenecía la dinastía, y que pratihara era un clan de esa tribu.  Varios historiadores consideran a los gurjaras como los antepasados de la moderna tribu de Gurjar o Gujjar. Los defensores de la teoría de la designación tribal argumentan que la inscripción de Rajor menciona la frase: «todos los campos cultivados por los gurjaras». Aquí, el término «gurjaras» obviamente se refiere a un grupo de personas en lugar de a una región. La  Pampa Bharata  se refiere al rey Mahipala de los gurjaras-pratiharas como un rey gurjara. Rama Shankar Tripathi sostiene que aquí gurjara solo puede referirse a la etnicidad del rey, y no a su territorio, ya que los pratiharas gobernaron un área mucho más grande de la que Gurjara-desha era solo una pequeña parte. Los críticos de esta teoría, como D. C. Ganguly, argumentan que el término «Gurjara» se usa como un gentilicio en la frase «...cultivado por los gurjaras». Varias fuentes antiguas, incluidas varias inscripciones, mencionan claramente «Gurjara» como nombre de un país.  Shanta Rani Sharma señala que una inscripción de Gallaka en 795 afirma que Nagabhata I, el fundador de la dinastía Pratihara imperial, conquistó a los «gurjaras invencibles», lo que hace que sea poco probable que los pratiharas fueran gurjaras. Sin embargo, ella admite que los pratiharas imperiales En efecto, eran conocidos como gurjaras, debido a su nacionalidad. Menciona dos grupos de personas conocidas como gurjaras y traza una línea entre ellas; es decir, los gurjaras que eran un pueblo étnico y los gurjaras que eran nacionales de Gurjaradesa (el país de los gurjaras). Según ella, los gujjars son los descendientes de los gurjaras étnicos, y no tienen nada que ver con los pratiharas y los chalukyas imperiales, también conocidos como gurjaras (debido a su nacionalidad de Gurjara).
Entre quienes creen que el término gurjara era originalmente una designación tribal, hay desacuerdos sobre si eran indios nativos o llegados del extranjero. Los defensores de la teoría del origen extranjero señalan que los gurjaras-pratiharas emergieron repentinamente como un poder político en el norte de India alrededor del siglo VI, poco después de la invasión huna de esa región. Los críticos de la teoría del origen extranjero argumentan que no hay evidencias concluyentes de tal origen extranjero y que estaban bien asimilados en la cultura india. Además, si hubieran invadido India desde el noroeste, sería inexplicable por qué elegirían establecerse en el área semiárida del actual Rajastán, en lugar de hacerlo en la fértil llanura indogangética.
De acuerdo con una leyenda de los agnivanshas recogida en los manuscritos posteriores del Prithviraj Raso —un poema épico de Brajbhasha sobre la vida del rey indio del siglo XII, Prithviraj Chauhan (c. 1166-1192)—,  los pratiharas y otras tres dinastías rajput se habrían originado en un pozo de fuego de sacrificio (agnikunda) en el monte Abu. Algunos historiadores de la época colonial interpretaron ese mito para sugerir un origen extranjero de esas dinastías. Según tales teorías, los extranjeros habrían sido admitidos en el sistema de castas hindúes después de realizar un ritual de fuego. Sin embargo, esas leyendas no se encuentran en las copias más antiguas disponibles del Prithviraj Raso. Se basa en una leyenda de los paramaras; los bardos rajput del siglo XVI probablemente ampliaron la leyenda original para incluir a otras dinastías, incluyendo a los pratiharas, con el fin de fomentar la unidad rajput contra los mogoles.

## Historia
El centro original del poder de los pratiharas es un tema controvertido. R. C. Majumdar, basándose en un verso del Harivamsha-Purana (783), cuya interpretación reconoció no estaba exenta de dificultades, sostuvo que Vatsaraja gobernó en Ujjain. Dasharatha Sharma, interpretando eso de forma diferente, pensaba en una ubicación diferente de la capital original en el área de Bhinmala Jalor. M. W. Meister  y Shanta Rani Sharma concuerdan con su conclusión en vista del hecho de que el escritor de la narrativa jaina Kuvalayamala afirma que se compuso en Jalor en la época de Vatsaraja en el año 778, cinco años antes de la composición del Harivamsha-Purana.

### Primeros gobernantes
Nagabhata I (730-756) extendió su control al este y al sur desde Mandor, conquistando la región de Malwa hasta Gwalior y el puerto de Bharuch en Gujarat. Estableció su capital en Avanti, en Malwa, y detuvo la expansión de los árabes, que se habían establecido en Sind. En esa batalla (738 CE), Nagabhata lideró una confederación de gurjaras-pratiharas para derrotar a los árabes musulmanes que hasta entonces habían estado presionando victoriosamente a través de Asia occidental e Irán. Nagabhata I fue seguido por dos sucesores débiles, que a su vez fueron sucedidos por Vatsraja (775805).

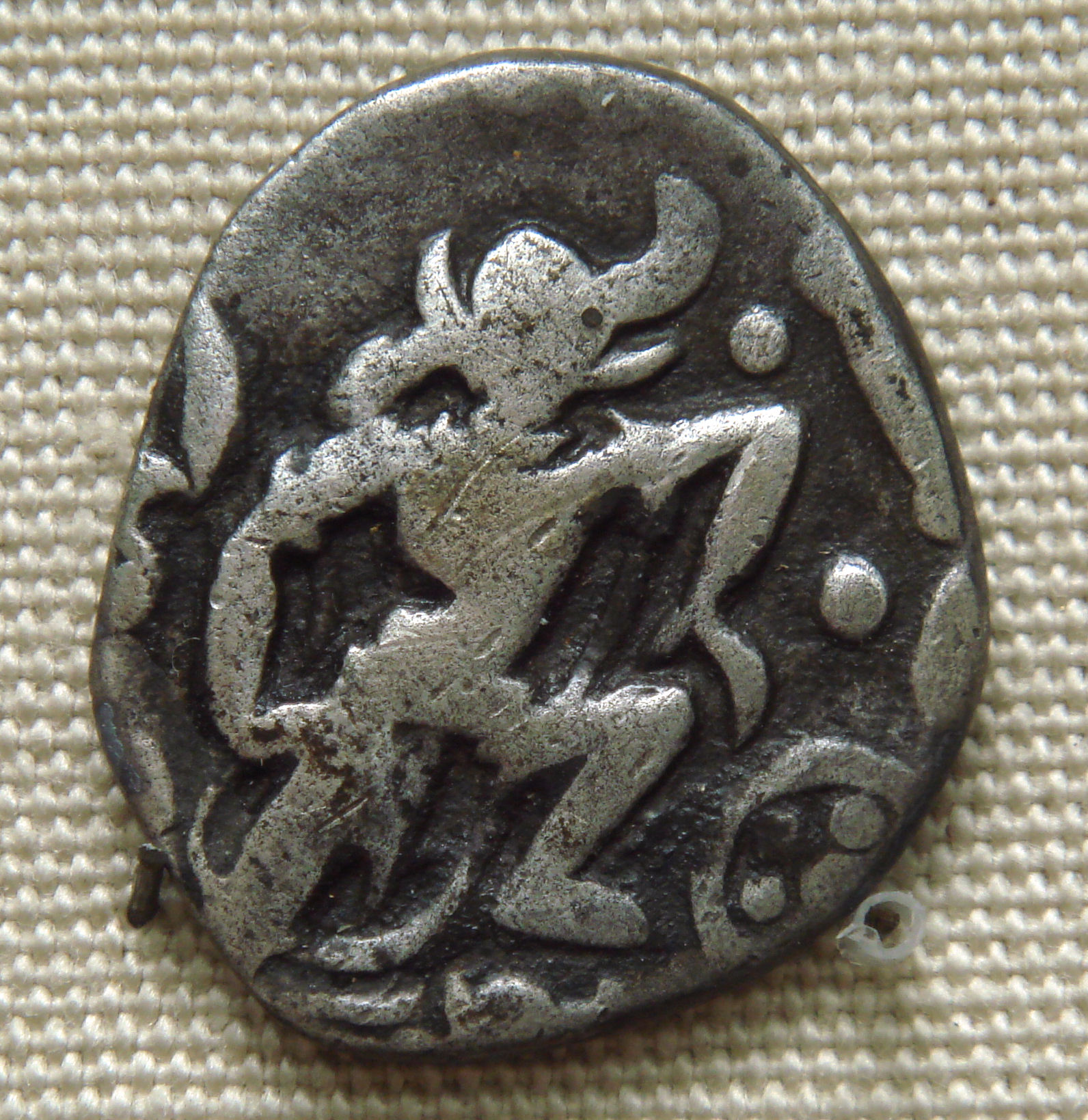
Varaha (el avatar de Vishnu con cabeza de jabalí),en una moneda gurjara-pratihara. 850-900 CE. British Museum.

### Conquista de Kannauj y mayor expansión
La metrópolis de Kannauj había sufrido un vacío de poder tras la muerte de Harsha (590-647) sin herederos, lo que resultó en la desintegración del Imperio de Harsha. Este espacio fue ocupado finalmente por Yashovarman alrededor de un siglo después, pero su posición dependía de una alianza con Lalitaditya Muktapida. Cuando Muktapida socavó a Yashovarman, se desarrolló una lucha tripartita por el control de la ciudad, involucrando a los pratiharas, cuyo territorio estaba en ese momento al oeste y al norte, a los palas de Bengala, en el este, y a las rashtrakutas, cuya base se encontraba en el sur de la meseta del Decán. Vatsraja desafió y derrotó con éxito al gobernante pala Dharmapala y a Dantidurga, el rey rashtrakuta, por el control de Kannauj.
Alrededor de 786, el gobernante rashtrakuta Dhruva (c. 780-793) cruzó el río Narmada entrando en la región de Malwa, y desde allí intentó capturar la ciudad de Kannauj. Vatsraja fue derrotado por el Dhruva Dharavarsha de la dinastía rashtrakuta alrededor de 800. Vatsraja fue sucedido por Nagabhata II (805-833), quien inicialmente fue derrotado por el gobernante rashtrakuta Govinda III (793-814), pero que luego recuperó Malwa del poder de los rashtrakutas, conquistó Kannauj y la llanura indogangética hasta Bihar frente a los palas, y volvió a controlar a los musulmanes en el oeste. Reconstruyó el gran templo de Shiva en Somnath, en Gujarat, que había sido demolido en una incursión árabe desde Sindh. Kannauj se convirtió en el centro del estado Gurjara-Pratihara, que comprendía gran parte del norte de la India durante el apogeo de su poder, c. 836-910.[cita requerida]
Rambhadra (833-ca. 836) sucedió brevemente a Nagabhata II. Mihira Bhoja (ca. 836-886) expandió los dominios de los pratiharas hacia el oeste hasta la frontera de Sind, al este hasta Bengala y al sur hasta el río Narmada. Su hijo, Mahenderpal I (890-910), se expandió aún más hacia el este, en Magadha, Bengala y Assam.[cita requerida]

### Declive
Bhoja II (910-912) fue derrocado por Mahipala I (912-944). Varios feudatorios del imperio aprovecharon la debilidad temporal de los gurjaras-pratiharas para declarar su independencia, en particular los paramaras de Malwa, los chandelas de Bundelkhand, los kalachuris de Mahakoshal, los tomaras de Haryana y los chahamanas de Shakambhari. El emperador del sur de la India, Indra III (c. 914-928) de la dinastía rashtrakuta, capturó brevemente la capital Kannauj en 916, y aunque los pratiharas lograron recuperar la ciudad, su posición continuó debilitándose en el siglo X, en parte como resultado de la sangría simultánea al tener que combatir contra los ataques túrquicos desde el oeste, los ataques de la dinastía rashtrakuta desde el sur y a los palas avanzando en el este. Los gurjaras-pratiharas perdieron el control de Rajasthan con sus feudatorios, y los chandelas capturaron la fortaleza estratégica de Gwalior en la India central alrededor de 950. Para finales del siglo X, los dominios de los gurjaras-pratiharas se habían reducido a un pequeño estado centrado en Kannauj.[cita requerida]
Mahmud de Ghazni capturó Kannauj en 1018, y el gobernante pratihara, Rajapala, huyó. Posteriormente fue capturado y asesinado por el gobernante chandela Vidyadhara. El gobernante chandela luego colocó al hijo de Rajapala Trilochanpala en el trono como un representante. Jasapala, el último gobernante gurjara-pratihara de Kannauj, murió en 1036.[cita requerida]

## Arte gurjara-pratihara

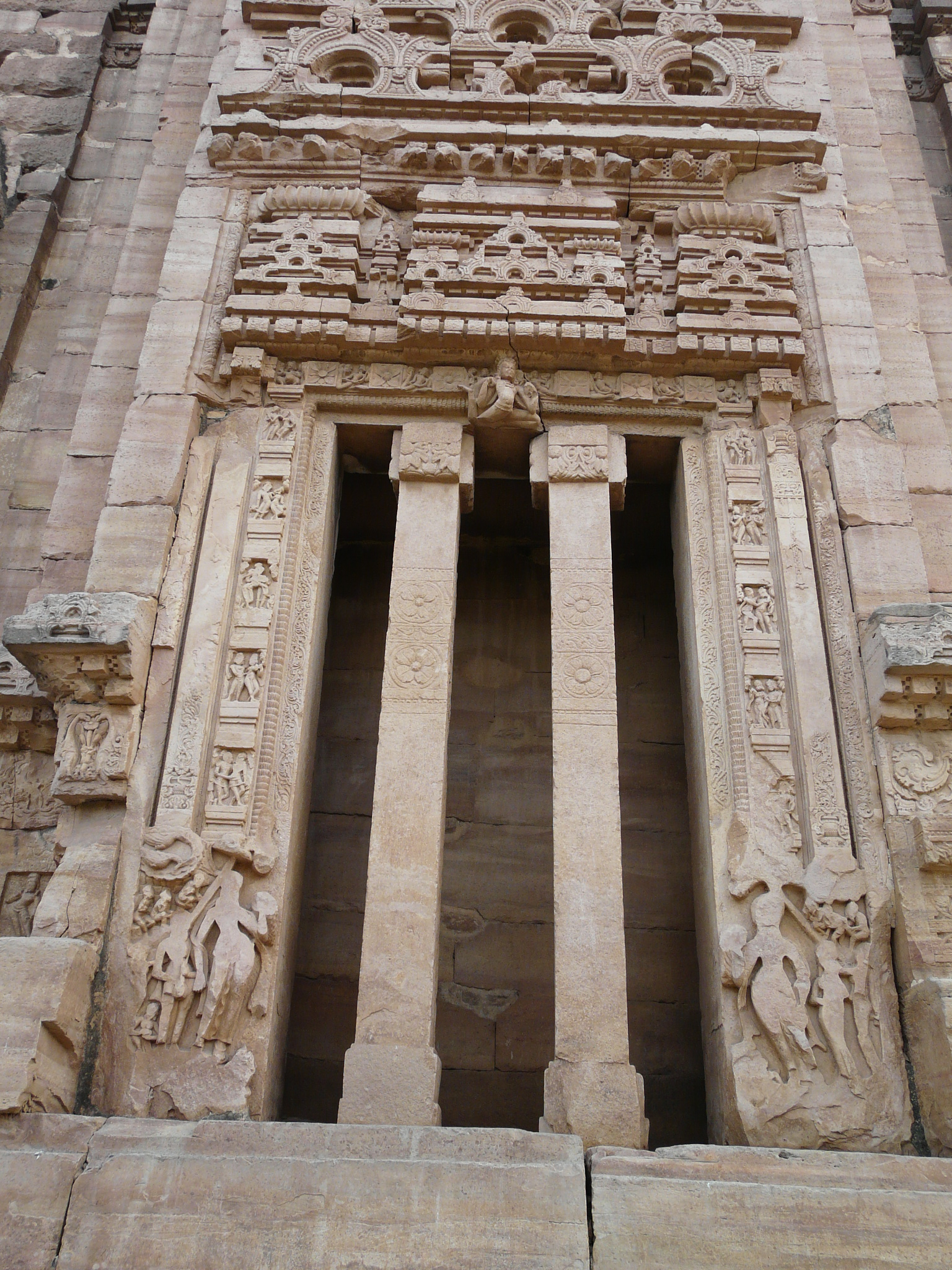
Una de las cuatro entradas del  Teli ka Mandir. Este templo hindú fue construido por el emperador pratihara Mihira Bhoja.
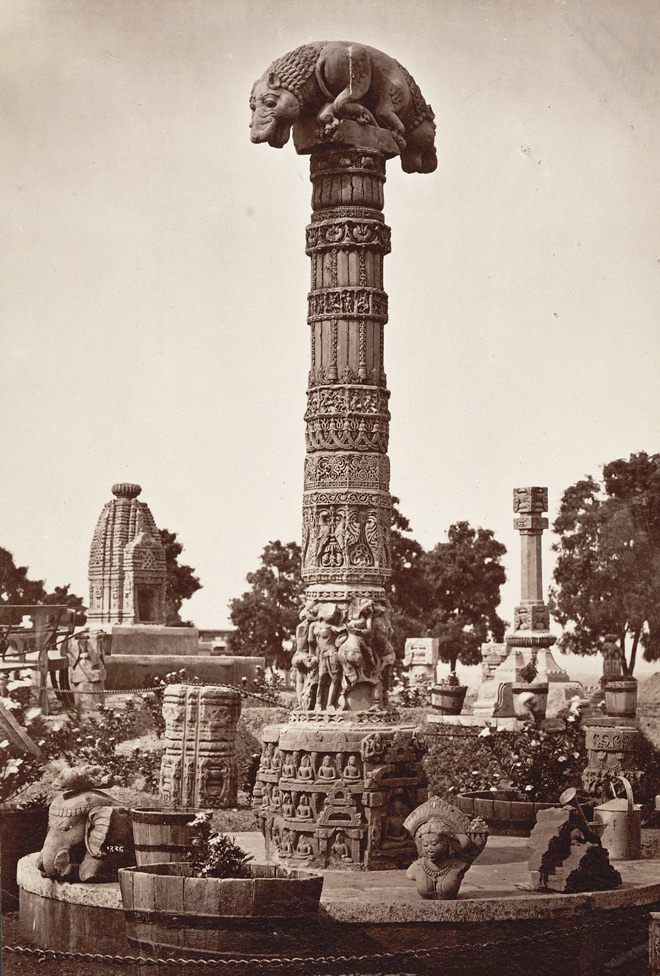
Esculturas cerca de Teli ka Mandir, fuerte Gwalior
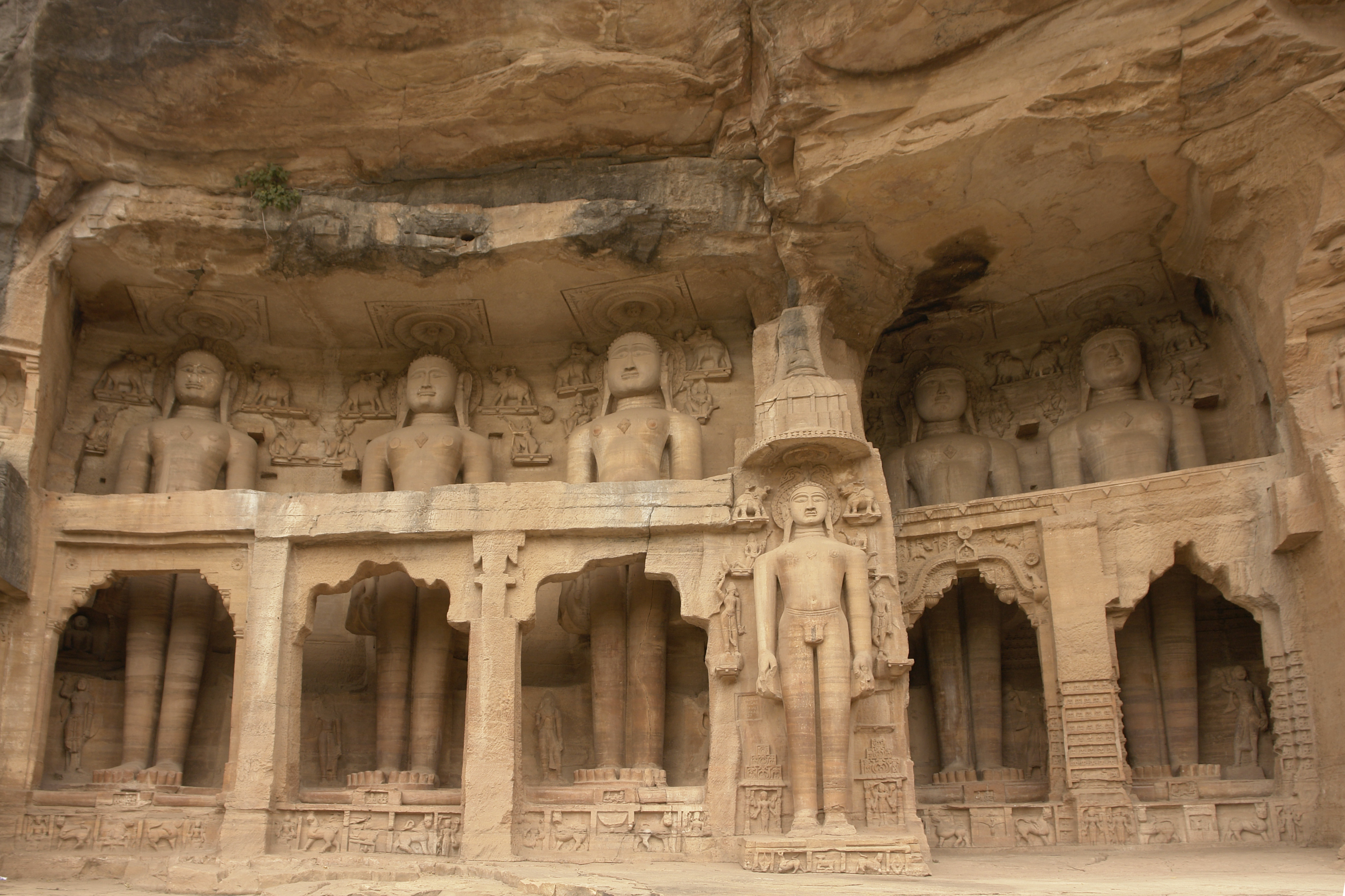
Monumentos y estatuas talladas en la roca de cuevas relacionadas con el jainismo, excavadas en la pared de la roca dentro de las  cuevas de Siddhachal, fuerte Gwalior
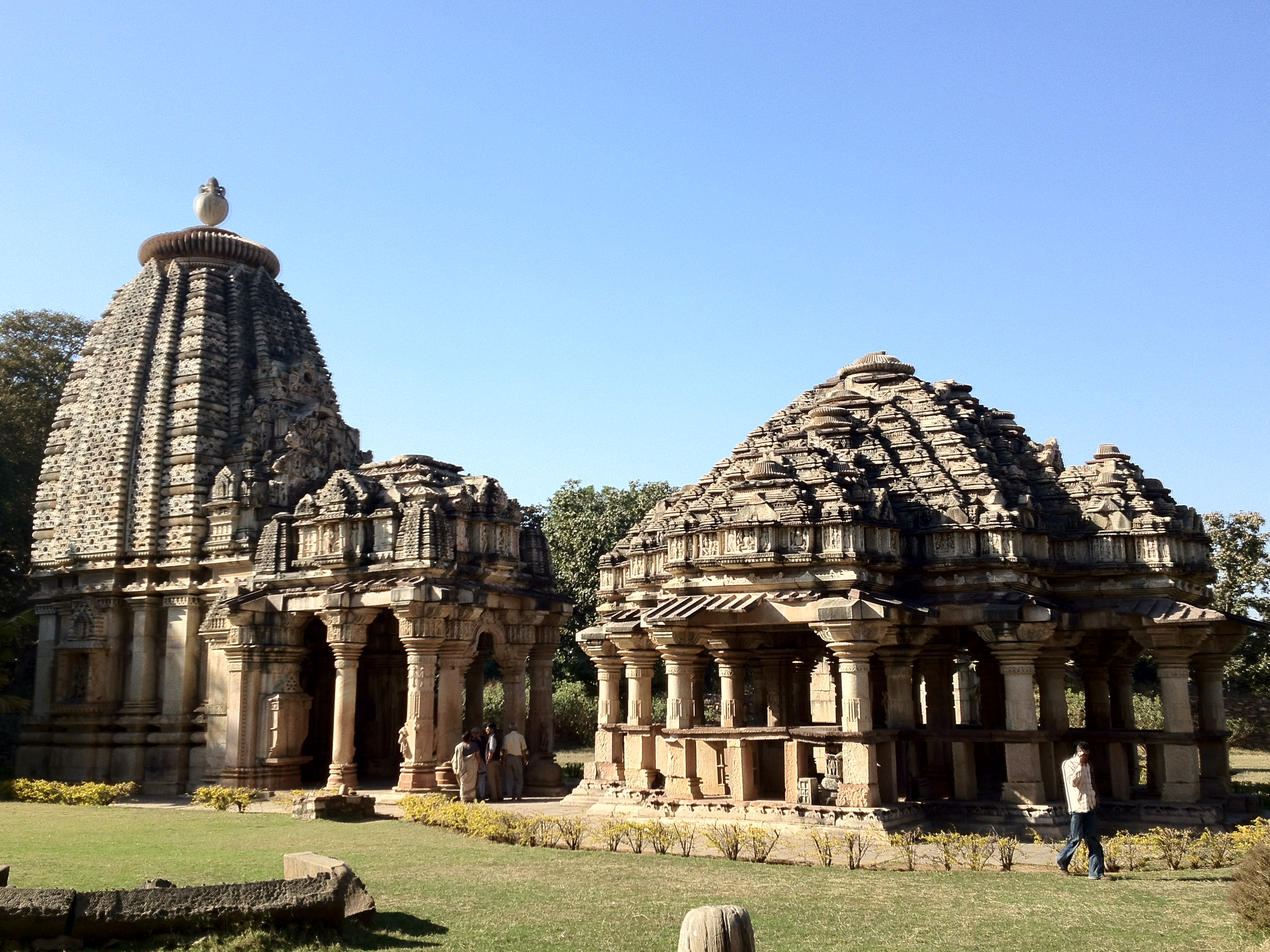
Templo Ghateshwara Mahadeva en el complejo de templos de Baroli

Hay ejemplos notables de arquitectura de la época de los gurjaras-pratiharas, que incluyen esculturas y paneles tallados.. Sus templos fueron construidos en un estilo de pabellón abierto. Uno de los ejemplos mejores del estilo de la arquitectura Gurjara-Pratihara  fue Khajuraho, construido por sus vasallos  los Chandelas deBundelkhand.

### Arquitectura māru-gurjara
La arquitectura māru-gurjara se desarrolló durante el Imperio gurjara-pratihara. Destacan:
- Complejo de templos hindúes de Bateshwar (Madhya Pradesh), construidos entre los siglos VIII y XI.[22]

- Complejo de templos de Baroli,  ocho templos situados dentro de un recinto amurallado, construidos por los gurjaras-pratiharas.

## Campañas del Califato omeya en la India
Junaid, el sucesor del general árabe Qasim,  finalmente sometió la resistencia hindú en la región de Sindh. Aprovechando las condiciones en la India occidental, que en ese momento estaba gobernada por varios estados pequeños, Junaid lideró un gran ejército en la región a principios del año 738. Dividiendo su fuerza en dos, saqueó varias ciudades del sur de Rajastán, del oeste de la región de Malwa y de Gujarat.
Las inscripciones indias confirman esa invasión pero registran el éxito árabe solo contra los estados más pequeños de Gujarat. También registran la derrota de los árabes en dos lugares: el ejército meridional que se desplazaba hacia el sur en Gujarat fue rechazado en Navsari por el emperador del sur de India Vikramaditya II  de la dinastía Chalukya y los rashtrakutas; y el ejército que se dirigía al este, después de saquear varios lugares, llegó a Avanti, cuyo gobernante Nagabhata (Gurjara-Pratihara) derrotó a los invasores y los obligó a huir. Después de su victoria, Nagabhata aprovechó las condiciones alteradas para afianar sucontrol sobre los territorios de los muchos estados pequeños hasta la frontera de Sindh.
Junaid probablemente murió a causa de las heridas infligidas en la batalla con los gurjaras-pratiharaa. Su sucesor Tamin organizó un nuevo ejército e intentó vengar la derrota de Junaid hacia el final del año 738. Pero esa vez Nagabhata, con sus feudatorios de Chauhan y Guhilot, se enfrentó con el ejército musulmán antes de que pudiera salir de las fronteras de Sindh. La batalla resultó en la derrota completa de los árabes que huyeron irrumpiendo en Sindh con los gurjaras-pratiharas detrás de ellos.
Los árabes cruzaron al otro lado del río Indo, abandonando todas sus tierras a los hindúes victoriosos. Los jefes locales aprovecharon esas condiciones para restablecer su independencia. Posteriormente, los árabes construyeron la ciudad de Mansurah al otro lado del ancho y profundo Indo, que estaba a salvo del ataque. Esta se convirtió en su nueva capital en Sindh. Así comenzó el reinado de los gurjaras-pratiharas imperiales.
En la inscripción de Gwalior, se registra que el emperador gurjara-pratihara Nagabhata «aplastó al gran ejército del poderoso rey Mlechcha». Ese gran ejército consistía en caballería, infantería, artillería de asedio y, probablemente, en una fuerza de camellos. Dado que Tamin era un nuevo gobernador, tenía una fuerza de caballería siria llegada de Damasco, contingentes árabes locales, hindúes convertidos de Sindh y mercenarios extranjeros como los túrquicos. Todos juntos, el ejército invasor pudo haber tenido entre 10−15 000  caballeros, 5000 soldados de infantería y 2000 camellos [cita requerida]
El cronista árabe Sulaiman describe al ejército de los pratiharas tal como estaba en 851: «El gobernante de Gurjars mantiene numerosas fuerzas y ningún otro príncipe indio tiene una caballería tan refinada. No es amistoso con los árabes, aunque reconoce que el rey de los árabes es el gobernante más grande. Entre los príncipes de la India no hay mayor enemigo de la fe islámica que él. Tiene riquezas, y sus camellos y caballos son numerosos».

## Legado
Los historiadores de la India, desde los días de  Elphinstone, se han maravillado por el lento progreso de los invasores musulmanes en la India, en comparación con su rápido avance en otras partes del mundo. Los árabes posiblemente solo estacionaron pequeñas invasiones independientes del Califa. Con frecuencia se han presentado argumentos de dudosa validez para explicar este fenómeno único. Actualmente se cree que fue el poder del ejército de los gurjaras-pratiharas el que efectivamente bloqueó el avance de los musulmanes más allá de los confines de Sindh, su primera conquista en casi trescientos años. A la luz de los acontecimientos posteriores, esa podría considerarse como la «contribución principal de los gurjaras-pratiharas a la historia de la India».

## Lista de gobernantes
- 730-760: Nagabhata I
- 760-780: Kakustha y Devaraja
- 780-800: Vatsaraja
- 800-833: Nagabhata II
- 833-836: Ramabhadra
- 836-885: Mihira Bhoja o Bhoja I
- 885-910: Mahendrapala I
- 910-913: Bhoja II
- 913-944: Mahipala I
- 944-948: Mahendrapala II
- 948-954: Devapala
- 954-955: Vinayakapala
- 955-956: Mahipala II
- 956-960: Vijayapala II
- 960-1018: Rajapala
- 1018-1027: Trilochanapala )
- 1024-1036: Yasahpala